# The Grove
"The Grove" é o décimo quarto episódio da quarta temporada da série de televisão do gênero terror e drama pós-apocalíptico The Walking Dead. O episódio foi ao ar originalmente em 16 de março de 2014 na AMC. No Brasil, sua estreia ocorreu em 18 de março de 2014, no canal Fox Brasil. The Grove foi dirigido por Michael E. Satrazemis e escrito por Scott M. Gimple.
A trama foi centrada somente nos personagens Carol Peletier, Lizzie Samuels, Mika Samuels, Tyreese e Judith Grimes. O grupo se depara com uma casa em um bosque, durante sua caminhada para Terminus, e lidam com os conceitos moralistas do mundo pós-apocalíptico, através da instabilidade mental de Lizzie Samuels. O episódio marca a última aparição das irmãs Mika Samuels e Lizzie Samuels na série de televisão, assim como a admissão de Carol por ser a responsável por matar Karen e David, feita para Tyreese. A maior parte das críticas foram positivas, embora críticos notaram a controversa decisão de matar as personagens Mika e Lizzie.

## Enredo
Carol (Melissa McBride) está vigiando Tyreese (Chad Coleman), Mika (Kyla Kenedy) e Judith enquanto eles dormem. Ela conversa com Lizzie Samuels (Brighton Sharbino) sobre a possibilidade de encontrarem crianças em Terminus, e Lizzie revela a Carol que matou um homem e uma mulher (Alisha), membros do grupo inimigo que invadiu a prisão. Carol mostra-se satisfeita e diz que Lizzie precisava salvar a vida de Tyreese. Lizzie questiona Carol sobre ela ter tido filhos, e ela lhe revela que teve uma filha chamada Sophia (Madison Lintz), descrevendo-a como "uma garota doce, por isso não está mais aqui". Após Carol insistir, Lizzie deita-se ao lado de Mika e dorme. 
No dia seguinte, Carol e Lizzie procuram por mel natural para usar como medicamento em Tyreese, que está com o braço machucado e febre. O grupo continua sua jornada para Terminus ao longo dos trilhos da ferrovia, e Carol e Tyreese discutem a probabilidade de sobrevivência de Mika e Lizzie. Carol observa que Mika é muito gentil e Lizzie está confusa sobre o que são os zumbis. Ao chegarem em um ponto dos trilhos, Carol sugere ir em busca de água e Tyreese concorda, oferecendo-se para fazê-lo. Carol pede que Tyreese fique descansando ao lado de Lizzie e Judith, e pede ajuda de Mika para procurar por água nas redondezas. Tempos depois, Mika questiona o motivo de Carol lhe escolher para acompanhá-la, já que Lizzie consegue segurar um peso maior que ela. Carol lhe revela que precisava conversar com a menina, afirmando que ela é uma garota doce e gentil, e que essas duas características podem matá-la. Mika afirma que não quer ser uma má pessoa, que pode defender-se dos zumbis correndo deles, afirmando ser boa em corrida. Carol conta que sua filha, Sophia, também correu dos zumbis, mas isso não foi suficiente. Mika conta a Carol sobre as pessoas que invadiram a prisão e diz que não conseguiu apertar o gatilho da arma, pois não consegue ser uma pessoa má. Por fim, a menina encontra uma casa no meio de um bosque.
Descansando, Tyreese vê um zumbi se aproximando nos trilhos, e deixa Judith nos braços de Lizzie enquanto vai matar o zumbi. Entretanto, antes que Tyreese se aproxime o suficiente, o zumbi cai e fica preso nos trilhos. Tyreese move-se para matar o zumbi, mas Lizzie faz um apelo humanista para poupar sua vida, afirmando que nem sempre é necessário matar os zumbis.
Carol, Mika, Tyreese, Lizzie e Judith vão para a casa no bosque. Carol sugere permanecer na casa por alguns dias para descansar, já que há um poço de água no lugar e cercas para proteção. Lizzie observa atentamente uma fumaça vindo de um lugar nas proximidades, e Tyreese conta que o local ainda está em chamas. Lizzie, Mika e Judith ficam do lado de fora da casa, enquanto Tyreese e Carol averíguam se há algum zumbi dentro da residência. Uma vez lá dentro, um zumbi aparece e ataca as três meninas, mas Mika consegue atirar em sua cabeça e matá-lo. Lizzie cai aos prantos, sendo acalmada por Carol, mas diz que não quer contar o motivo de estar em lágrimas.
Durante a noite, Carol e Lizzie quebram nozes na cozinha da casa, enquanto Tyreese está sentado na poltrona. Mika encontra uma boneca e a batiza com o nome de Griselda. Eles conversam animadamente sobre as nozes e alimentos, em um ambiente familiar. Mika sugere que o grupo passe a morar na casa.
No dia seguinte, Carol está na cozinha da casa e vê Lizzie alegremente brincando com um zumbi no quintal. Carol corre para fora e mata o zumbi (batizado de Griselda por Lizzie), e repreende a menina pela situação. Lizzie está inconformada com Carol por ela ter matado o zumbi, afirmando que ela era sua amiga e perguntando se Carol gostaria que ela lhe matasse. Mais tarde, Carol e Mika se deparar com um cervo enquanto procurava na floresta; Mika visa a arma para o veado, mas é incapaz de puxar o gatilho, para grande decepção de Carol. A dupla voltar para a casa bosque e encontrar Tyreese bombeamento de água, que sugere que eles se contentar neste local em vez de continuar em direção a Terminus.
Naquela tarde, Lizzie vaga para os trilhos do trem com Mika dando a perseguição. Lizzie alimenta o zumbi preso nos trilhos com um rato e Mika prontamente adverte ela. Lizzie insiste que os zumbis "quer que eu mude", e estende a mão para a boca dele. Só então, os zumbis começam a emergir da floresta, forçando Mika e Lizzie a fugir de volta para a casa. Tyreese e Carol correm ao ouvirem os gritos das meninas, e os quatro formam uma linha para matar os zumbis.
No dia seguinte, Carol e Tyreese voltam para a casa após uma caçada e descobrem que Lizzie matou Mika com uma faca. Lizzie insiste que Mika vai ficar bem, pois ela não esfaqueou seu cérebro, e também revela que ela pretendia fazer o mesmo com Judith. Quando Carol e Tyreese aproximam-se dela, Lizzie os ameaça, apontando-lhe uma pistola. Carol convence Lizzie a abaixar a pistola, e Tyreese leva Lizzie e Judith para dentro da casa. Sozinha, Carol chora, pega sua faca e esfaqueia Mika no cérebro, para evitar a reanimação.
Naquela noite, Tyreese diz a Carol que Lizzie confessou ser a pessoa que alimentava os zumbis com ratos na prisão. Ele especula a possibilidade de Lizzie ser a assassina de Karen e David, mas Carol refuta a ideia, argumentando que ela não possui força para mover os corpos e, devido suas ideias, permitiria que Karen e David reanimassem como zumbis. Tyreese sugere sair com Judith para protegê-la de Lizzie, mas Carol observa que Judith precisa tanto dela quanto dele para sobreviver. Carol acredita que Lizzie é muito perigosa para conviver com outras pessoas. Tyreese relutantemente concorda.
Na manhã seguinte, Carol leva Lizzie para uma caminhada no campo. Lizzie, acreditando que Carol está chateada por ela apontar uma arma para ela, começa a chorar e pede para Carol lhe perdoar. Carol afirma que ama Lizzie e pede que ele olhe para as flores. Quando ela o faz, Carol dispara na cabeça de Lizzie com um revólver, matando-a. Tyreese observa de longe. Mais tarde, eles enterram as duas meninas. Naquela noite, Carol dá a Tyreese sua arma e confessa ter matado Karen e David, explicando que ela tinha que conter a doença. Tyreese reluta, mas a perdoa. No dia seguinte, Carol, Tyreese e Judith deixam o bosque e continuam sua jornada para Terminus.

## Produção
"The Grove" foi escrito pelo produtor executivo Scott M. Gimple, sendo seu oitavo crédito da escrita para a série, e o segundo da temporada, após o episódio de estréia. Foi dirigido pelo cineasta Michael E. Satrazemis, marcando sua estreia na direção.
O episódio se concentra totalmente nos personagens principais Carol Peletier (Melissa McBride) e Tyreese (Chad L. Coleman), além dos personagens recorrentes Lizzie Samuels (Brighton Sharbino), Mika Samuels (Kyla Kenedy) e Judith (atriz desconhecida). O episódio marcou as aparições finais de Brighton Sharbino e Kyla Kenedy, cujos personagens foram mortos no episódio. Devido à Carol Peletier ter que matar Lizzie, Melissa McBride explicou:
Não, eu não acho que haveria realmente qualquer outra opção. Por mais que tenha partido o coração de Carol ter que fazer isso, ela percebeu que tinha que ser feito. Eles estavam andando em direção às flores nessa cena e Lizzie diz: "Você está com raiva de mim e eu sinto muito." Você acha que ela iria se arrepender por esfaquear a irmã até a morte, mas em vez disso ela está arrependida por apontar uma pistola para ela, então ela simplesmente não compreende a realidade que eles estão vivendo. Não é um mundo que é seguro para qualquer um. A capacidade de lutar não é um tamanho único para todos; todo mundo é diferente. Tematicamente, há muito disse sobre a mudança. Algo que se vê neste episódio, para Carol,  é que você tem que mudar. O mundo vai mudar você - você tem que se adaptar ou morrer. É algo que se vê nela mesma: você pode mudar, mas não se perca. Isso é o que estava acontecendo com Carol - sua mentalidade - ela estava tão obcecada em proteger essas crianças que ela perdeu um pouco de alguma coisa, e que era o seu carinho aspecto. Muitas coisas estavam lhe faltando, porque seus olhos estavam definidos na sobrevivência. 
| “ | Não, eu não acho que haveria realmente qualquer outra opção. Por mais que tenha partido o coração de Carol ter que fazer isso, ela percebeu que tinha que ser feito. Eles estavam andando em direção às flores nessa cena e Lizzie diz: "Você está com raiva de mim e eu sinto muito." Você acha que ela iria se arrepender por esfaquear a irmã até a morte, mas em vez disso ela está arrependida por apontar uma pistola para ela, então ela simplesmente não compreende a realidade que eles estão vivendo. Não é um mundo que é seguro para qualquer um. A capacidade de lutar não é um tamanho único para todos; todo mundo é diferente. Tematicamente, há muito disse sobre a mudança. Algo que se vê neste episódio, para Carol, é que você tem que mudar. O mundo vai mudar você - você tem que se adaptar ou morrer. É algo que se vê nela mesma: você pode mudar, mas não se perca. Isso é o que estava acontecendo com Carol - sua mentalidade - ela estava tão obcecada em proteger essas crianças que ela perdeu um pouco de alguma coisa, e que era o seu carinho aspecto. Muitas coisas estavam lhe faltando, porque seus olhos estavam definidos na sobrevivência. | ” |

Sobre a forma como as mortes planejadas de Lizzie e Mika seriam mostradas na tela, Scott Gimple explicou:
| “ | A morte de Mika era algo que eu queria que Carol e Tyreese descobrissem. Eu não desejava que eles vissem isso acontecer. E eu gostaria de levar o crédito por uma ideia incrível, mas basicamente é assim que acontece no livro. Foi descoberta. Não foi mostrada. Foi muito eficaz no livro. Ele me inspirou quando eu li e eu sabia que seria eficaz assim também na série. Eu não acho que nós precisamos ver como Lizzie a matou, isso é algo em que a imaginação do público deve criar e talvez seja muito mais horrível que qualquer coisa que poderia ter sido produzida. Quanto ao tiro, nós brincamos com a variedade de iterações. Eu diria que a descoberta, ao longo do caminho, foi o tiro que não vimos, mas podemos ver Carol puxar o gatilho e fixamos em seu rosto. É uma cena notável e brilhante, e Melissa McBride encenou tao bem naquele momento que eu não queria cortar a cena de qualquer maneira, porque realmente aquele momento tem tudo com a Carol. Esta é a história de Carol. Este é o cumprimento de uma grande parte da história de Carol, de uma forma muito trágica. E para ver o que o personagem sente naquele momento, e sentir a gravidade daquele momento e o impacto sobre ela, não podemos mudar a situação. Eu realmente senti o retrato daquilo. Eu podia sentir isso. | ” |